# Parasarcophaga ussuriensis
Parasarcophaga ussuriensis är en tvåvingeart som beskrevs av Kolomiets och Artamonov 1981. Parasarcophaga ussuriensis ingår i släktet Parasarcophaga och familjen köttflugor. Inga underarter finns listade i Catalogue of Life.